# Rock Lobster
"Rock Lobster" pjesma je američkog rock sastava The B-52's. Pjesmu su napisali vokalist Fred Schneider i gitarist Ricky Wilson, a objavljena je kao prvi singl s debitantskog studijskog albuma sastava, The B-52's iz 1979. godine, koji je objavila diskografska kuća Warner Bros. Pjesma se smatra zaštitnom pjesmom koja je pripomogla uspjehu sastava.
"Rock Lobster" prvi je singl sastava koji se pojavio na Billboard Hot 100 ljestvici, na kojoj je dostigla 56. mjesto. Ipak, pjesma je postala još veći hit u Kanadi, gdje je dospjela na prvo mjesto glazbene ljestvice RPM časopisa. "Rock Lobster" dobila je dobre kritike, a i nalazi se na 147. mjestu Rolling Stone'ove liste 500 najboljih pjesama svih vremena.

## Kompozicija i teme
Inačica DB Records singla traje 4:37 i nešto je brža i lošije producirana no inačica Warner Brosa. Iako, obe inačice imaju isti tekst, no druga inačica ima zvukova morskih životinja. Singl iz 1979. godine drugačiji je no pjesma na albumu, traje skoro sedam minute te ima mu je dodan stih.
Prema videu naziva "Behind the Vinyl", Fred Schneider rekao je kako je cijela pjesma upotpunosti inspirirana diskotekom u Atlanti, u kojoj su se umjesto svjetala puštale fotografije psića, beba i jastoga na ražnju.
Tekst pjesme govori o tulumu na plaži te spominje postojeće i nepostojeće morske životinje ("Pazi evo dolazi kostelj, kojeg ganja somovka, uletila je kokot, a pazi se piranje, a evo i jednorogog kita, i bikini kita!"), opisima pridonose smiješni zvukovi Kate Pierson i Cindy Wilson koje imitiraju spomenute životinje. Refren se sastoji od naslova "Rock Lobster!" uz notu na klavijaturama.
"Rock Lobster" je skladana u C dur tonalitetu, s mjerom 4/4 i umjereno brzim tempom. Instrumenti u pjesmi su surfu-sličan zvuk gitare, s orguljama i bubnjevima. Pierson svira bas dionice na sintisajzeru.

## Zasluge
- Fred Schneider – glavni vokali, kravlje zvono
- Kate Pierson – prateći vokali, orgulje, synth bass
- Cindy Wilson – prateći vokali, tamburin
- Ricky Wilson – gitara
- Keith Strickland – bubnjevi, udaraljke